# コルカタ・ナイトライダーズ
コルカタ・ナイトライダーズ（英: Kolkata Knight Riders、略称：KKR）は、インディアン・プレミアリーグ（IPL）所属のプロクリケットチーム。本拠地はインドの西ベンガル州コルカタ。

## 概要

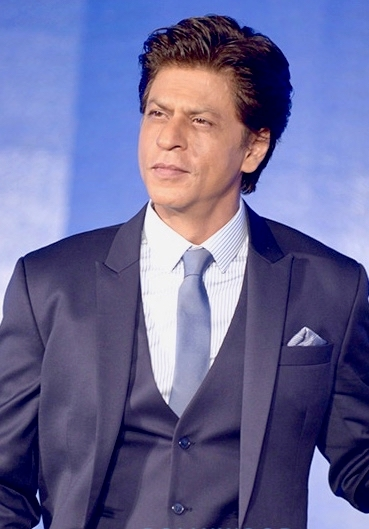
共同オーナーであるボリウッドスターのシャー・ルク・カーン。個人資産は推定730億ルピー（約1240億円）

2008年に創立。IPLでは通算2度の優勝を誇る。ホームスタジアムはイーデン・ガーデンズ。

## 成績

### IPL
- 2008年 - リーグステージ敗退　（6位）
- 2009年 - リーグステージ敗退　（8位）
- 2010年 - リーグステージ敗退　（6位）
- 2011年 - プレーオフ敗退　　　（4位）
- 2012年 - 優勝　　　　　　　　（1位）
- 2013年 - リーグステージ敗退　（7位）
- 2014年 - 優勝　　　　　　　　（1位）
- 2015年 - リーグステージ敗退　（5位）
- 2016年 - プレーオフ敗退　　　（4位）
- 2017年 - プレーオフ敗退　　　（3位）
- 2018年 - プレーオフ敗退　　　（3位）
- 2019年 - リーグステージ敗退　（5位）
- 2020年 - リーグステージ敗退　（5位）
- 2021年 - 準優勝　　　　　　　（2位）
- 2022年 - リーグステージ敗退　（7位）
- 2023年 - リーグステージ敗退　（7位）